# Норланд (Флорида)
Норланд (енгл. Norland) град је у америчкој савезној држави Флорида.

## Демографија
По попису из 2000. године број становника је 22.995.
| Група             | 2000.          | 2010.    |
| Белци             | 1.764 (7,7%)   | 0 (0,0%) |
| Афроамериканци    | 18.285 (79,5%) | 0 (0,0%) |
| Азијати           | 248 (1,1%)     | 0 (0,0%) |
| Хиспаноамериканци | 2.285 (9,9%)   | 0 (0,0%) |
| Укупно            | 22.995         | 0        |